# Дефективи
Дефективи — український комедійно-детективний серіал, знятий студією «17 Production» та телеканалом «НЛО TV».

## У ролях

### Сезон 1 (2017)
- Цезар — Фелікс Аброскін
- Тайсон — Дмитро Соловйов
- Валєра — Геннадій Василенко
- Адель — Катерина Буцька
- Таня — Тетяна Лаврушко
- Степанич — Ігор Гнєзділов

### Сезони 2—3 (2018, 2020)
- Цезар — Фелікс Аброскін
- Тайсон — Дмитро Соловйов
- Валєра — Геннадій Василенко
- Адель — Катерина Буцька
- Таня — Анна Гуляєва
- Степанич — Ігор Гнєзділов

### Спеціальний новорічний випуск «Тіні забутих пациків» (2019)
- Цезар — Фелікс Аброскін
- Тайсон — Дмитро Соловйов
- Валєра — Геннадій Василенко
- Адель — Катерина Буцька
- Степанич — Ігор Гнєзділов
- Дрон — Андрій Бурим
- Костиль — Дмитро Нежельский
- Ганна Францевна — Віра Мазур-Зінєвич

## Повні імена героїв
| Персонаж         | Повне ім'я                  |
| ---------------- | --------------------------- |
| Цезар            | Вадим Георгійович Іізикзон  |
| Тайсон           | Борис Едуардович Блінов     |
| Валєра           | Валерій Рашидович Кукубай   |
| Адель (Аделаїда) | Наталя Михайлівна Коцур     |
| Таня             | Тетяна Едуардівна Блінова   |
| Степанич         | Микола Степанович Приходько |

## Епізоди
| Сезон | Сезон                | Епізоди              | Оригінальний показ | Оригінальний показ |
| Сезон | Сезон                | Епізоди              | Перший показ       | Останній показ     |
| ----- | -------------------- | -------------------- | ------------------ | ------------------ |
|       | 1                    | 30                   | 16 квітня 2018     | 7 травня 2018      |
|       | 2                    | 30                   | 15 жовтня 2018     | 5 листопада 2018   |
|       | Тіні забутих пациків | Тіні забутих пациків | 1 січня 2019       | 1 січня 2019       |
|       | 3                    | 30                   | 13 квітня 2020     | 1 травня 2020      |